# Enemri Najem Al-Marghani
Enemri Najem Al-Marghani (arabisch النمري نجم المرغنى; * 1955) ist ein ehemaliger libyscher Marathonläufer.

## Sportliche Laufbahn
Al-Marghani belegte bei den Olympischen Sommerspielen 1980 in Moskau den 49. Platz im Marathonlauf.